# Automeris nubila
Espèce
Automeris nubila est une espèce de papillons de la famille des Saturniidae.

## Systématique
Le nom valide complet (avec auteur) de ce taxon est Automeris nubila Walker, 1855.
Automeris nubila a pour synonymes :
- Automeris intermedius Bouvier, 1929
- Automeris obscura Schaus, 1900
- Automeris violascens Maassen & Weyding, 1885